# Peñas y Salsa
Pour les articles homonymes, voir Peña (homonymie).

Peñas y Salsa était un festival de musique salsa qui se tenait depuis 2001 aux arènes de Bayonne le samedi soir à la mi-juin, organisé par la peña Salbaïa.
La dernière édition a eu lieu en 2014.
Près de cinq mille personnes viennent y participer[réf. nécessaire].

## Têtes d'affiche
- 2001 : Azuquita ( France /  Panama)
- 2002 : Orlando Poleo ( France /  Venezuela)
- 2003 : Maraca ( Cuba)
- 2004 : Manolito y su trabuco ( Cuba)
- 2005 : Africando
- 2006 : Donaldo Flores ( France/ Cuba)
- 2007 : Pedro Camacho y El Clan ( Cuba)
- 2008 : Mercadonegro et Frankie Morales
- 2009 : Alexander Abreu & Havana D'Primera ( Cuba)
- 2010 : Tito Allen ( Porto Rico)
- 2011 : Adalberto Álvarez y su Son
- 2012 : Elio Revé y su Charangon
- 2013 : Manolito y su trabuco ( Cuba)
- 2014 : Maykel Blanco y Su Salsa Mayor (annulé à cause d'interdiction municipale de toute manifestation extérieure en raison des risques de vigilance Orange de Météo France )